# Ga đường sắt

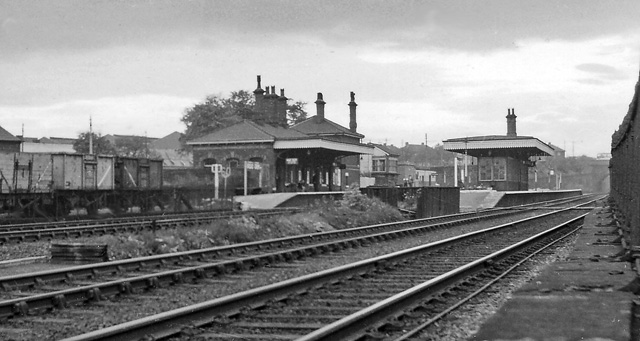
Nhà ga Broad Green, Liverpool, 1962, khánh thành năm 1830, là nhà ga cổ nhất thế giới hiện vẫn được dùng làm ga hành khách.

Ga đường sắt, hay nhà ga là một bộ phận của hệ thống đường sắt nơi mà các chuyến tàu hỏa/tàu điện dừng để xếp dỡ hàng hóa hoặc đón trả hành khách.